# Lerista flammicauda
Lerista flammicauda — вид сцинкоподібних ящірок родини сцинкових (Scincidae). Ендемік Австралії.

## Поширення і екологія
Lerista flammicauda мешкають в регіоні Пілбара у Західній Австралії, в горах Хамерслі і Барлі. Вони живуть на кам'янистих пагорбах, у вологих мікросередовищах серед заростей спінніфексу та серед опалого листя поблизу струмків. 